# Наречена з півночі
«Наречена з півночі» (вірм. Հարսնացու հյուսիսից) — радянський комедійний фільм-мюзикл, знятий на студії телефільмів «Єреван» у 1975 році.

## Сюжет
І в російських селах, і в вірменських селах споконвіку повелося — наречена повинна йти в будинок до нареченого. Але яка мати захоче відпустити єдину доньку за тридев'ять земель. Численні родичі молодого вірменина Артака приїхали в російське село свататися до простої російської красуні Валі. Батьки Валі, Наталія Семенівна і Микола Петрович Гребешков, спочатку і чути нічого не хочуть, але не варто забувати, що дія відбувається в країні, що дихає ідеєю дружби народів, і де кожен житель твердо вірить в диво…

## У ролях
- Наталія Беспалова —  Валя
- Араїк Бабаджанян —  Артак
- Інна Макарова —  Наталія Семенівна Гребешкова, мати Валі
- Юрій Медведєв —  Микола Петрович Гребєшков, батько Валі
- Верджалуйс Міріджанян —  Арусяк Варданян, мати Артака
- Мурад Костанян —  Мурад Варданян, батько Артака
- Станіслав Чекан —  Іван, дядько Валі
- Армен Джигарханян —  Сероб, дядько Артака
- Лариса Кронберг —  Марфа
- Ерванд Манарян —  Ерванд
- Ашот Нерсесян —  Азат
- Валентин Брилєєв —  офіціант
- Олександр Воєводін —  друг Артака
- Юрій Захаренков —  друг Артака
- Олександр Соловйов —  друг Артака
- Ніна Доберо —  клієнтка в перукарні
- Володимир Ємельянов —  Іван Гнатович
- Любов Калюжна —  старенька на лавочці
- Єлизавета Кузюріна —  чергова в готелі
- Тетяна Лейбель —  танцівниця
- Володимир Нікольський —  танцівник
- Іван Турченко —  односельчанин
- Жан Елоян —  Гурген
- Левон Батікян —  епізод
- Олександра Дорохіна —  епізод
- Григорій Костельцев —  епізод
- Олександр Подболотов —  епізод
- Наталія Крачковська —  відвідувачка ресторану
- Олексій Бахарь —  гість на весіллі , (немає в титрах)
- Клавдія Грищенкова —  бабуля , (немає в титрах)

## Знімальна група
- Режисер — Нерсес Оганесян
- Сценарист — Георгій Арутюнян
- Оператор — Степан Мартиросян
- Композитор — Арно Бабаджанян
- Художник — Рафаель Бабаян